# Gabriel Théry
El padre Gabriel Théry o Hector Théry (Paris, 12 de junio de 1891-ibidem, 27 de enero de 1959) es un historiador, teólogo y autor religioso de la Orden de Predicadores, quien publicó notablemente bajo el seudónimo Hanna Zakarias.

## Títulos
- Doctor en Teología
- Profesor en Saulchoir
- Profesor del Instituto Católico de París[2]
- Fundador y Superior del Instituto Histórico Dominicano de Santa Sabina, en Roma.
- Consultor de la sección histórica de la Sagrada Congregación de Ritos
- Miembro de honor de la Pontificia Academia de Santo Tomás y de la religión católica.
- Profesor de la Universidad Pontificia de Santo Tomás de Aquino.

## Condecoraciones
- Caballero de la Legión de Honor
- Titular de la Croix de Guerre
- Medallista de la Resistencia
- Medalla de la Libertad - Estados Unidos
- Oficial de la Legión de Honor Polaca
- Miembro honorario de la Legión Estadounidense
- Oficial de las Palmas Académicas

## Obras
- Contribution à l'histoire religieuse de la Bretagne au XVIIe siècle — Catherine de Francheville, Fondatrice à Vannes de la Première Maison de Retraites de Femmes, Tours, Mame, 1956.
- Autour du décret de 1210
- Scot Érigène, traducteur de Denys
- David de Dinant
- Études dionysiennes

Bajo el seudónimo Hanna Zakarias
- De Moïse à Mohammed ; l'islam, entreprise juive Éditions Saint-Rémi ISBN 978-2-84519-581-3
- L'islam et la critique historique, ISBN 978-0-244-97620-0
- Vrai Mohammed et faux Coran, Nouvelles Éditions latines; ISBN 978-0-244-67603-2[3]